# (3318) Blixen
3318 Blixen er navnet på en asteroide, som blev opdaget i 1985 af de danske astronomer Poul Jensen og Karl Augustesen. Asteroiden har en diameter på 23,5 km, og er opkaldt efter forfatterinden Karen Blixen.